# Penalty by Perception
Penalty by Perception è l'ottavo album in studio del gruppo musicale danese Artillery, pubblicato il 26 marzo 2016 dalla Metal Blade Records.

## Tracce
1. In Defiance of Conformity – 5:45
2. Live by the Scythe – 5:03
3. Penalty by Perception – 4:58
4. Mercy of Ignorance – 3:48
5. Rites of War – 4:20
6. Sin of Innocence – 5:14
7. When the Magic Is Gone – 4:32
8. Cosmic Brain – 4:34
9. Deity Machine – 4:55
10. Path of the Atheist – 4:47
11. Welcome to the Mindfactory – 5:44
12. Liberty of Defeat (Bonus Track) – 5:17

## Formazione
- Michael Bastholm Dahl – voce
- Michael Stützer – chitarra
- Morten Stützer – chitarra
- Peter Thorslund – basso
- Josua Madsen – batteria